# فاغنر سانتوس لاغو
فاغنر سانتوس لاغو (ولد في 1 كانون الثاني / يناير 1978) هو لاعب كرة قدم برازيلي يلعب مع نادي شيروكي برييغ في البوسنة والهرسك، حيث كان هو القائد.

## وصلات خارجية
- فاغنر سانتوس لاغو على موقع قاعدة بيانات كرة القدم.إي يو (الإنجليزية)
- فاغنر سانتوس لاغو على موقع Soccerway.com (الإنجليزية)